# Territori de Tlaxcala
El territori de Tlaxcala fou un territori federal de Mèxic creat el 1824, la població del qual s'oposava a la proposta d'annexió a l'estat veí de Puebla. El 1857, finalment, Tlaxcala s'incorpora a la federació com a estat de Tlaxcala.